# Аль-Карара
Аль-Карара или Аль-Карара (араб. القرارة‎) — палестинский город, расположенный к северу от Хан-Юниса, в провинции Хан-Юниса на юге сектора Газа, исторически называемый районом «Самири ас-Саба». По данным Палестинского центрального статистического бюро, в 2017 году в Аль-Караре проживало 29 004 человека. Город находится в 15 милях к югу от города Газа и раньше был фермерской деревней. Лежит на торговых путях бронзового века.
В сентябре 2023 года в городе был построен пешеходный мост для студентов через улицу Салах ад-Дина. Мост был профинансирован в рамках японской программы грантовой помощи для проектов по обеспечению безопасности человека на низовом уровня.
В городе находился Музей культуры Аль-Карара, но этот музей был разрушен ЦАХАЛем в конце 2023 года из-за войны между Израилем и ХАМАС. Израильские военные также приказали эвакуировать население этого города из-за войны.

## География
Аль-Карара расположена в северной части провинции Хан-Юнис, к северо-западу от города Дейр-эль-Балах, к северо-востоку от Вади-ас-Сальки, к юго-западу от города Хан-Юнис, к юго-востоку от Бани-Сухайлы и Абасана Аль-Джадиды, к востоку от Джарары и к западу от Средиземного моря.
Площадь Аль-Карары оценивается примерно в 11 777 дунамов, а её население составляет около 29 004 человек. Большинство жителей города работают в сельскохозяйственном секторе, где фермеры составляют 70 % уровня занятости в Аль-Караре, а остальные представлена служащими, торговцами, владельцами магазинов и ремесленниками.

## История
Деревня Суфа, или Холм 86, ранее была египетским военным объектом. Она возвышается на 86 метров над уровнем моря и является самым высоким местом в секторе Газа. Этот населённый пункт стал свидетелем решающей битвы в 1948 году, в которой израильские войска, оккупировавшие его и перерезавшие дорогу Салах ад-Дин, в это время потерпели поражение.
В результате израильского вторжения в сектор Газа Аль-Карара была частично захвачена ЦАХАЛом

## Городские учреждения
В Аль-Караре есть много государственных учреждений, таких как школы, которые включают в себя (правительственные школы, частные школы и школы БАПОР), а также институты и университеты, в которых они расположены (Институт Дар аль-Хадис и Институт профессионального обучения, Департамент электроэнергетики). Здесь также имеется множество медицинских учреждений, которые предоставляют свои услуги гражданам, помимо ряда государственных, частных и частных учреждений, а также множество общественных парков, спортивных стадионов и компаний